# Ухвати ритам
Ухвати ритам (енгл. Step Up) — америчка мултимедијска франшиза чији је аутор Двејн Адлер. Састоји се од шест филмова и телевизијске серије. Добила је помешане критике. Укупно је зарадила 651 милион долара.

## Филмови
| Филм                        | Година        | Режија        | Сценарио                       | Продуцент                                                        |               |
| Главна серија               | Главна серија | Главна серија | Главна серија                  | Главна серија                                                    | Главна серија |
| --------------------------- | ------------- | ------------- | ------------------------------ | ---------------------------------------------------------------- | ------------- |
| Ухвати ритам                | 2006.         | Ен Флечер     | Двејн Адлер и Мелисе Розенберг | Ерик Фиг, Адам Шанкман, Џенифер Гибо и Патрик Вахсбергер         |               |
| Ухвати ритам 2: На улици    | 2008.         | Џон М. Чу     | Карен Барна и Тони Ен Џонсон   | Ерик Фиг, Адам Шанкман, Џенифер Гибо и Патрик Вахсбергер         |               |
| Ухвати ритам                | 2010.         | Џон М. Чу     | Емили Мајер и Ејми Аделсон     | Ерик Фиг, Адам Шанкман, Џенифер Гибо и Патрик Вахсбергер         |               |
| Ухвати ритам: Револуција    | 2012.         | Скот Спир     | Аманда Броди                   | Ерик Фиг, Адам Шанкман, Џенифер Гибо и Патрик Вахсбергер         |               |
| Ухвати ритам: Све или ништа | 2014.         | Триш Си       | Џон Светнам                    | Ерик Фиг, Адам Шанкман, Џенифер Гибо и Патрик Вахсбергер         |               |
| Међународни филмови         |               |               |                                |                                                                  |               |
| Ухвати ритам: Година плеса  | 2020.         | Рон Јуен      | Венди Ли                       | Ценг Тјен, Џон М. Чу, Адам Шанкман, Диди Никерсон и Џенифер Гибо |               |

## Телевизија
| Сезона | Сезона | Епизоде | Епизоде | Оригинална објава | Оригинална објава | Мрежа |
| ------ | ------ | ------- | ------- | ----------------- | ----------------- | ----- |
|        | 1.     | 10      | 10      | 31. јануар 2018.  | 31. јануар 2018.  |       |
|        | 2.     | 10      | 10      | 20. март 2019.    | 20. март 2019.    |       |